# (26074) Карлвирц
(26074) Карлвирц (лат. Carlwirtz) — астероид, относящийся к группе астероидов, пересекающих орбиту Марса. Он был открыт 8 октября 1977 года немецким астрономом Г.-Э. Шустером в обсерватории Ла-Силья и назван в честь немецкого астронома Карла Вирца. В 2013 году у астероида был обнаружен спутник, получивший обозначение S/2013 (26074) 1.

Орбита астероида Карлвирц и его положение в Солнечной системе